# Amram ben Diwan

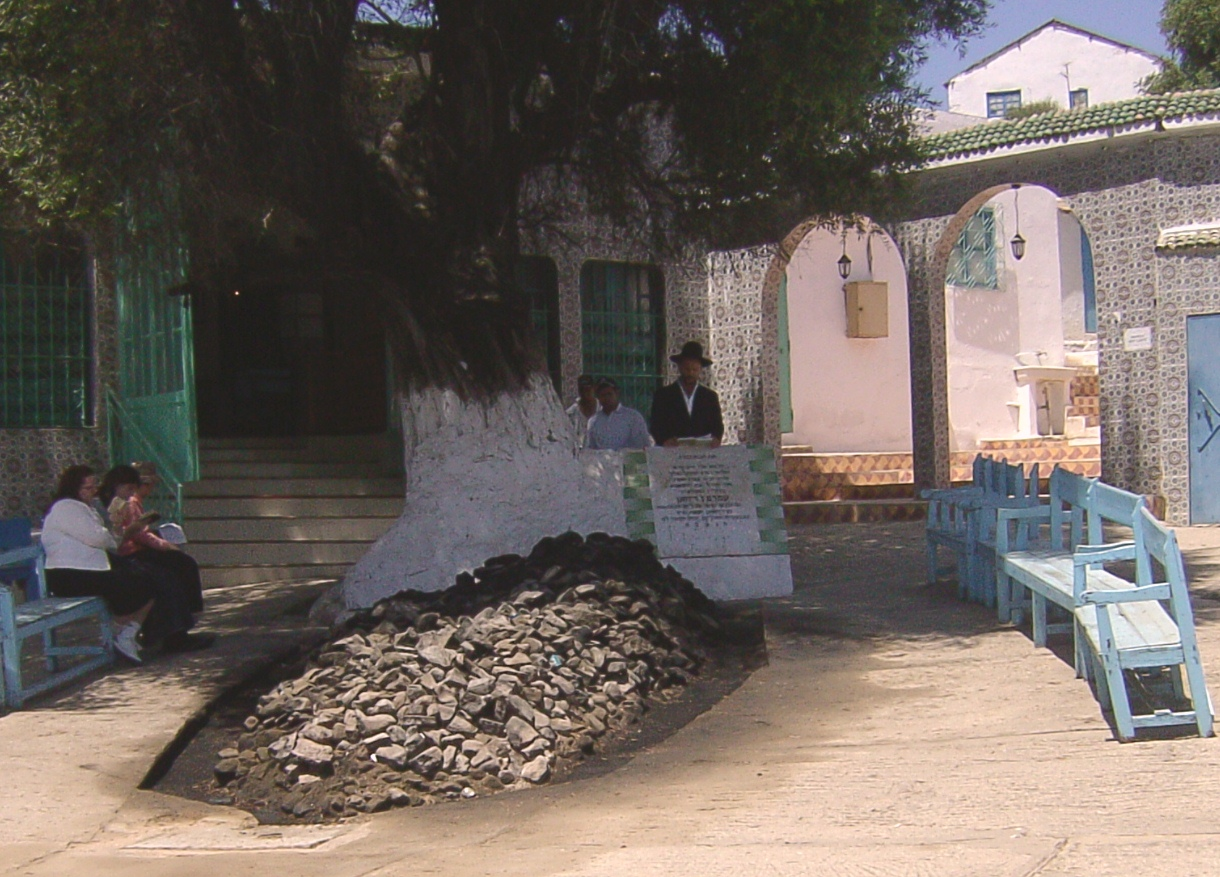
Mausoleo di Amram ben Diwan a Ouezzane

Amram ben Diwan (in ebraico עמרם בן דיוואן‎? in arabo عمران بن ديوان‎?, ʿImrān ben Dīwān; Gerusalemme, 1743 – Ouezzane, 1782) è stato un rabbino marocchino la cui tomba a Ouezzane (Marocco) attira ogni anno migliaia di ebrei che vi vengono in pellegrinaggio.

## Biografia
Nato a Gerusalemme, ancora giovane, nel 1743, si trasferì a Hebron, 
da dove poco dopo fu inviato in Marocco per raccogliere donazioni per le comunità ebraiche del Vicino Oriente. Si stabilì a Ouezzane, dove aveva molti discepoli, insegnando il Talmud. Dopo dieci anni trascorsi in Marocco, Amram tornò a Hebron e, secondo la leggenda, riuscì ad entrare nella Grotta dei Patriarchi fingendosi musulmano, perché all'epoca era proibito agli ebrei entrarvi. Qualcuno lo riconobbe e lo denunciò al locale pascià ottomano, che ne ordinò l'arresto. Costretto a fuggire, tornò in Marocco dove fu accolto dalla comunità ebraica di Fez. La tradizione gli attribuisce molti miracoli di guarigione. Ebbe almeno un figlio, Rabbi Hayyim ben Diwan. 
Mentre viaggiava assieme al figlio, si ammalò e morì a Ouezzane nel 1782.